# Ronald Stoyan
Ronald Stoyan (* 1972 in Dresden) ist ein deutscher Publizist mit dem Spezialgebiet Astronomie.
Stoyan ist der Sohn des Informatikers Herbert Stoyan. Er studierte an der Friedrich-Alexander-Universität Erlangen Geographie. Das Diplom-Studium schloss er mit einer geomorphologischen Arbeit ab, der ein sechsmonatiger Forschungsaufenthalt in Ecuador vorausging.
Er war von 1994 bis 2015 geschäftsführender Chefredakteur der Zeitschrift interstellarum und war von 2016 bis zur Einstellung 2018 Herausgeber des Nachfolgers Abenteuer Astronomie. Er ist Geschäftsführer des Oculum-Verlags, eines auf astronomische Literatur spezialisierten Verlages, und selbst Autor zahlreicher Bücher.
In seinen Büchern, Artikeln, Vorträgen und Fernsehauftritten versucht Stoyan zur eigenen Beobachtung astronomischer Phänomene anzuregen.
Stoyan ist Ko-Entdecker des 2023 gefundenen Planetarischen Nebels LieSto 1 im Sternbild Schwan in der Nähe des Cirrus-Nebels.

## Werke (Auswahl)
- Deep Sky Reiseführer. Nebel, Sternhaufen und Galaxien mit eigenen Augen entdecken. Oculum-Verlag, Erlangen 2000, ISBN 3-9807540-0-6 (mehrere Auflagen).
- Fernrohr-Führerschein in 4 Schritten. Das Fernrohr kennen lernen – die Fernrohrleistung einschätzen – das Fernrohr benutzen – astronomische Objekte beobachten. Eine Anleitung für Teleskopbesitzer. Oculum-Verlag, Erlangen 2003, ISBN 3-9807540-4-9 (mehrere Auflagen).
- Atlas der Messier-Objekte. Die Glanzlichter des Deep Sky. Unter Mitarbeit von Stefan Binnewies und Susanne Friedrich. Oculum-Verlag, Erlangen 2006, ISBN 3-938469-07-2 (In englischer Sprache: Atlas of the Messier Objects. Highlights of the Deep Sky. Cambridge University Press, Cambridge u. a. 2008, ISBN 978-0-521-89554-5).
- mit Axel Mellinger: Fotografischer Sternatlas. Der gesamte Himmel auf 82 Kartenblättern. Oculum-Verlag, Erlangen 2010, ISBN 978-3-938469-42-2 (In englischer Sprache: The Cambridge Photographic Star Atlas. Cambridge University Press, Cambridge u. a. 2011, ISBN 978-1-107-01346-9).
- mit Hans-Georg Purucker: Reiseatlas Mond. Krater und andere Mondformationen schnell und sicher finden. Oculum-Verlag, Erlangen 2013, ISBN 978-3-938469-64-4.
- Atlas der großen Kometen. Die 30 größten Kometen in Wissenschaft, Kultur und Kunst. Oculum-Verlag, Erlangen 2013, ISBN 978-3-938469-70-5 (in englischer Sprache: Atlas of Great Comets. Cambridge University Press, 2015, ISBN 978-1-107-09349-2).
- mit Stephan Schurig: Interstellarum Deep Sky Atlas. Oculum-Verlag, Erlangen 2013, ISBN 978-3-938469-61-3 (in englischer Sprache: interstellarum Deep Sky Atlas. Cambridge University Press, 2014, ISBN 978-1-107-50338-0).
- Messier Guide. Oculum-Verlag, Erlangen 2020, ISBN 978-3-938469-94-1.
- Herschel Guide. Oculum-Verlag, Erlangen 2022, ISBN 978-3-949370-06-9.
- Atlas der Planetarischen Nebel: Band I: 176 Objekte zwischen 0h und 11h. Oculum-Verlag, Erlangen 2024, ISBN 978-3949370151.